# Blijeda perunika
Blijeda perunika (mirisna perunika; lat. Iris pallida), biljka cvjetnica iz porodice perunikovki koja raste po obali Dalmacije i sjevernoj Italiji. Od starih vremena uzgaja se kao ukrasna biljka. U srednjem vijeku smatralo se da ima magijska i alkemijska svojstva. Upotrebljava se i u izradi parfema (rizom) a ima i ljekovita svojstva, pa se koristi u narodnoj medicini.
Postoje tri podvrste:
- Iris pallida subsp. cengialti (Ambrosi ex A.Kern.) Foster
- Iris pallida subsp. illyrica (Tomm. ex Vis.) K.Richt.
- Iris pallida subsp. pallida.

- Iris pallida ssp. cengialti
- I. pallida
- I. pallida